# Knut Storberget
Knut Storberget, född 6 oktober 1964 i Elverum kommun i Hedmark fylke, är en norsk politiker som representerar Arbeiderpartiet. Han var 2005-2011 statsråd i Justis- og politidepartementet (justitieminister) i Regeringen Stoltenberg II. Han kom in på Stortinget första gången 2001.